# 布里安·平塔多
布里安·达尼埃尔·平塔多（西班牙語：Brian Daniel Pintado，1995年7月29日—），厄瓜多尔男子田径运动员，2018年南美运动会男子20公里竞走金牌得主、2019年泛美运动会男子20公里竞走金牌得主、2023年世界田径锦标赛男子35公里竞走银牌得主。